# Anne McAllister
Anne McAllister (nacida en California, Estados Unidos) es una escritora de más de 55 novelas románticas desde 1985.

## Biografía
Anne McAllister nació en California, pero pasó gran parte de su tiempo en el rancho de sus abuelos en Colorado y visitando a parientes en Montana. McAllister conoció a su esposo a través de su trabajo en una biblioteca universitaria, y han estado casados por más de treinta años. La pareja tiene cuatro hijos. 
McAllister posee una maestría en teología. Antes de que comenzara a escribir, trabajó como profesora de español, editó libros y escribió anónimamente sermones. (enlace roto disponible en Internet Archive; véase el historial, la primera versión y la última). Las novelas de McAllister han sido publicadas en Harlequin Presents, Silhouette Desire, Special Edition, y Harlequin American, todas ellas en la línea romántica. Además, ha ganado dos veces el premio Rita de los Romance Writers of America, y ha sido finalista otras siete veces. En 2000, fue galardonada con el premio Romantic Times Career Achievement Award como Autora de Serie del año. McAllister también ha sido galardonado varias veces con los premios Romantic Times Reviewers' Choice Awards.
McAllister encontró su héroe y tienen cuatro hijos. Ellos viven en Iowa, pero pasan mucho tiempo en Montana.

## Premios
- Cowboy Pride: 1997 ganadora del Premio Rita por mejor novela
- The Stardust Cowboy: 2000 ganadora del Premio Rita por mejor novela

### Novelas
- Lightning Storm (1985)
- Dare to Trust (1985)
- Starstruck (1985)
- Dream Chasers (1987)
- To Tame a Wolf (1987)
- Marriage Trap (1987)
- Saving Grace (1989)
- Once a Hero (1989)
- Out of Bounds (1990)
- Island Interlude (1991)
- Call Up the Wind (1992)
- A Cowboy for Christmas (1992)
- Catch Me If You Can (1993)
- The Alexakis Bride (1994)
- Eight Second Wedding (1994)
- New Years Resolution Family (1998)
- The Playboy and the Nanny (1998)
- The Antonides Marriage Deal (2006)
- The Boss's Wife for a Week (2007)
- The Santorini Bride (2007)

### Serie Quicksilver Season
1. Quicksilver Season (1985)
2. A Chance of Rainbows (1985)
3. Body and Soul (1987)
4. Marry Sunshine (1988)
5. Gifts of the Spirit (1988)

### Serie Imagine
1. Imagine (1990)
2. I Thee Wed (1991)
3. Marry-go-round in With This Ring (1991)
4. MacKenzie's Baby (1992)
5. Never Say Never in New Year's (1998)
6. Marry Me... Maybe? (Omnibus) (2004) (con Tori Carrington)

### Serie Code Of The West
1. Cowboys Don't Cry (1995)
2. Cowboys Don't Quit (1995)
3. Cowboys Don't Stay (1995)
4. The Cowboy and the Kid (1996)
5. Cowboy Pride (1996)
6. A Cowboy's Tears (1997)
7. The Cowboy Steals a Lady (1997)
8. The Cowboy Crashes a Wedding (1998)
9. The Stardust Cowboy (1999)
10. Cowboy on the Run (1999)
11. A Cowboy's Secret (2000)
12. A Cowboy's Gift (2000)
13. A Cowboy's Promise (2001)
14. The Cowboy's Code (2001)
15. The Great Montana Cowboy Auction (2002)
16. The Cowboy's Christmas Miracle (2002)
17. A Cowboy's Pursuit (2002)

#### Sub-serie Los Hermanos Tanner
1. Cowboys Don't Cry (1995)
2. Cowboys Don't Quit (1995)
3. Cowboys Don't Stay (1995)

### Serie New York! New York!
1. Finn's Twins! (1996)
2. Fletcher's Baby! (1997)
3. Gibson's Girl (1999)
4. Rhys's Redemption (2000)
5. The Inconvenient Bride (2001)
6. Nathan's Child (2003)
7. The Inconvenient Bride (2005)

#### Sub-serie Los Hermanos Fetcher
1. Finn's Twins! (1996)
2. Fletcher's Baby! (1997)
3. Gibson's Girl (1999)

#### Sub-serie Los Hermanos Wolfe
1. Rhys's Redemption (2000)
2. The Inconvenient Bride (2001)
3. Nathan's Child (2003)

### Serie Mcgillivray's of Pelican Cay
1. McGillivray's Mistress (2003)
2. In McGillivray's Bed (2004)
3. Lessons from a Latin Lover (2005)

### Serie Multi-autor This Time, Forever
- A Baby for Christmas (1995)

### Serie Multi-autor From Here To Paternity
- Finn's Twins! (1996)

### Serie Multi-autor Eligible Bachelors
- Cowboy on the Run (1999)
- Secret Father (2004)

### Colecciones
- Dare to Trust / Call Up the Wind (2004)
- Cowboys Don't Cry / Cowboys Don't Quit (2004)
- Cowboys Don't Stay / Cowboy and the Kid (2005)

### Antología en colaboración
- My Valentine (1993) (con Judith Arnold, Anne Stuart y Linda Randall Wisdom)
- Marry Me Cowboy (1995) (con Janet Dailey, Susan Fox y Margaret Way)
- Home For Christmas (1996) (con Debbie Macomber y Shannon Waverly)
- Valentine Affairs (1999) (con Muriel Jensen, Anne Stuart y Linda Randall Wisdom)
- Wedlocked (1999) (con Day Leclaire y Margaret Way)
- Christmas Presents (1999) (con Penny Jordan y Sally Wentworth)
- Blood Brothers (2000) (con Lucy Gordon)
- Do You Take This Cowboy (2000) (con Cait London)
- Christmas Weddings (2001) (con Elizabeth Bevarly)
- Even Better Than Before (2002) (con B.J. James)
- His Majesty, MD / A Cowboy's Pursuit (2003) (con Leanne Banks)
- Greek Millionaires (2004) (con Sara Craven y Penny Jordan)
- Love in the City (2005) (con Miranda Lee y Cathy Williams)
- Way Home / Cowboy's Christmas Miracle / Because a Husband is Forever (2005) (con Marie Ferrarella y Linda Howard)
- Men Made In America Vol 5 (2007) (con Bethany Campbell, Ingrid Weaver, Peggy Webb y Annette Broadrick)
- Men Made In America Vol 10 (2007) (con Cathy Gillen Thacker, Pamela Toth, Heather Graham con Carla Cassidy)